# اچ‌ام‌اس مرلین (۱۷۹۶)
اچ‌ام‌اس مرلین (۱۷۹۶) (به انگلیسی: HMS Merlin (1796)) یک کشتی بود که طول آن ۱۰۶ فوت ۲ اینچ (۳۲٫۳۶ متر) بود. این کشتی در سال ۱۷۹۶ ساخته شد.